# Lijst van onroerend erfgoed in Zwijnaarde
Een overzicht van het onroerend erfgoed in Zwijnaarde. Het onroerend erfgoed maakt deel uit van het cultureel erfgoed in België.
| Object                                   | Erfgoedstatus? | Bouwjaar of architect | Deelgemeente | Adres                                             | Coördinaten                   | Nummer? | Afbeelding                               |
| ---------------------------------------- | -------------- | --------------------- | ------------ | ------------------------------------------------- | ----------------------------- | ------- | ---------------------------------------- |
| Parochiekerk Sint-Niklaas met kerkhof    |                |                       | Zwijnaarde   | Dorpsstraat 10                                    | 51° 0' 3" NB, 3° 42' 59" OL   | 26951   | Parochiekerk Sint-Niklaas met kerkhof    |
| Gemeentehuis van Zwijnaarde              |                |                       | Zwijnaarde   | Dorpsstraat 1, Zandvoordestraat 2A                | 51° 0' 0" NB, 3° 42' 58" OL   | 26952   | Gemeentehuis van Zwijnaarde              |
| Parochiekring                            |                |                       | Zwijnaarde   | Dorpsstraat 12                                    | 51° 0' 4" NB, 3° 42' 58" OL   | 26954   | Parochiekring                            |
| Pastorie Sint-Niklaasparochie            | Monument       |                       | Zwijnaarde   | Dorpsstraat 14                                    | 51° 0' 6" NB, 3° 43' 0" OL    | 26955   | Pastorie Sint-Niklaasparochie            |
| Postkantoor                              |                |                       | Zwijnaarde   | Dorpsstraat 16                                    | 51° 0' 6" NB, 3° 42' 57" OL   | 26956   | Postkantoor                              |
| Dorpswoning                              |                |                       | Zwijnaarde   | Dorpsstraat 29                                    | 51° 0' 5" NB, 3° 42' 55" OL   | 26957   | Dorpswoning                              |
| Poort                                    |                |                       | Zwijnaarde   | Eedstraat                                         | 50° 59' 56" NB, 3° 42' 20" OL | 26958   | Poort                                    |
| Langgestrekte hoeve                      | landschap      |                       | Zwijnaarde   | Eedstraat 55                                      | 51° 0' 5" NB, 3° 42' 2" OL    | 26959   | Langgestrekte hoeve                      |
| Hoeve met losse bestanddelen             |                |                       | Zwijnaarde   | Eedstraat 58                                      | 51° 0' 5" NB, 3° 42' 12" OL   | 26960   | Hoeve met losse bestanddelen             |
| Medisch Pedagogisch Instituut Sint-Jozef |                |                       | Zwijnaarde   | Ebergiste De Deynestraat 1-2, 4, 7-9, 1A-B, z.nr. | 51° 0' 55" NB, 3° 42' 60" OL  | 26961   | Medisch Pedagogisch Instituut Sint-Jozef |
| Kasteel Nieuwgoed of Nieuwenhove         | landschap      |                       | Zwijnaarde   | Grotesteenweg-Zuid 2-8                            | 51° 0' 28" NB, 3° 41' 32" OL  | 26963   | Kasteel Nieuwgoed of Nieuwenhove         |
| Kasteeldomein De Klosse                  | Monument       |                       | Zwijnaarde   | Grotesteenweg-Zuid 22-24                          | 50° 59' 59" NB, 3° 41' 11" OL | 26964   | Kasteeldomein De Klosse                  |
| Hoeve en afspanning Ouwe Klosse          |                |                       | Zwijnaarde   | Grotesteenweg-Zuid 49                             | 50° 59' 49" NB, 3° 41' 13" OL | 26965   | Hoeve en afspanning Ouwe Klosse          |
| Oud Gemeentehuis van Zwijnaarde          |                |                       | Zwijnaarde   | Heerweg-Noord 2                                   | 51° 0' 11" NB, 3° 42' 54" OL  | 26966   | Oud Gemeentehuis van Zwijnaarde          |
| Boerenarbeiderswoningen                  |                |                       | Zwijnaarde   | Heerweg-Noord 4-8                                 | 51° 0' 12" NB, 3° 42' 54" OL  | 26967   | Boerenarbeiderswoningen                  |
| Molen Sonneville met molenaarswoning     | Monument       |                       | Zwijnaarde   | Heerweg-Noord 33, z.nr.                           | 51° 0' 16" NB, 3° 42' 53" OL  | 26968   | Molen Sonneville met molenaarswoning     |
| Jongensschool                            |                |                       | Zwijnaarde   | Heerweg-Zuid 124                                  | 50° 59' 56" NB, 3° 42' 32" OL | 26970   | Jongensschool                            |
| Hoeve met losse bestanddelen             |                |                       | Zwijnaarde   | Heistraat 3                                       | 51° 0' 26" NB, 3° 41' 11" OL  | 26971   | Hoeve met losse bestanddelen             |
| Tuinwijkwoningen                         |                |                       | Zwijnaarde   | Heistraat 7-9                                     | 51° 0' 21" NB, 3° 40' 58" OL  | 26972   | Tuinwijkwoningen                         |
| Hoeve met losse bestanddelen             | landschap      |                       | Zwijnaarde   | Heistraat 12                                      | 51° 0' 37" NB, 3° 41' 16" OL  | 26973   | Hoeve met losse bestanddelen             |
| Landhuis Predikherenhof                  | Monument       |                       | Zwijnaarde   | Heistraat 16-18                                   | 51° 0' 29" NB, 3° 41' 5" OL   | 26974   | Landhuis Predikherenhof                  |
| Hoeve met losse bestanddelen             | landschap      |                       | Zwijnaarde   | Heistraat 26                                      | 51° 0' 15" NB, 3° 40' 49" OL  | 26975   | Hoeve met losse bestanddelen             |
| Boerenarbeiderswoning                    |                |                       | Zwijnaarde   | Hertooiebos 25                                    | 51° 0' 43" NB, 3° 43' 2" OL   | 26976   | Boerenarbeiderswoning                    |
| Stal                                     |                |                       | Zwijnaarde   | Hondelee 82                                       | 50° 59' 19" NB, 3° 42' 39" OL | 26978   | Stal                                     |
| Arbeiderswoningen in steeg               |                |                       | Zwijnaarde   | Hutsepotstraat 49-59                              | 51° 0' 18" NB, 3° 42' 40" OL  | 26979   | Arbeiderswoningen in steeg               |
| Brouwerswoning en brouwerij De Schelde   |                |                       | Zwijnaarde   | Hutsepotstraat 69, z.nr.                          | 51° 0' 18" NB, 3° 42' 37" OL  | 26981   | Brouwerswoning en brouwerij De Schelde   |
| Hoeve                                    |                |                       | Zwijnaarde   | Hutsepotstraat 143                                | 51° 0' 24" NB, 3° 42' 21" OL  | 26984   | Hoeve                                    |
| Dienstgebouwen kasteel de Ghellinck      | landschap      |                       | Zwijnaarde   | Hutsepotstraat 147-149                            | 51° 0' 27" NB, 3° 42' 13" OL  | 26985   | Upload foto                              |
| Burgerhuis                               |                |                       | Zwijnaarde   | Hutsepotstraat 152                                | 51° 0' 26" NB, 3° 42' 20" OL  | 26988   | Burgerhuis                               |
| Semi-gesloten hoeve                      | niet bewaard   |                       | Zwijnaarde   | Hutsepotstraat 170                                | 51° 0' 29" NB, 3° 42' 16" OL  | 26989   | Semi-gesloten hoeve                      |
| Semi-gesloten hoeve                      |                |                       | Zwijnaarde   | Hutsepotstraat 176                                | 51° 0' 30" NB, 3° 42' 11" OL  | 26990   | Semi-gesloten hoeve                      |
| Boerenwoning                             |                |                       | Zwijnaarde   | Joachim Schayckstraat 1-3                         | 51° 0' 2" NB, 3° 43' 1" OL    | 26991   | Boerenwoning                             |
| Boerenwoning                             |                |                       | Zwijnaarde   | Joachim Schayckstraat 2                           | 51° 0' 1" NB, 3° 43' 2" OL    | 26992   | Boerenwoning                             |
| Boerenwoning                             |                |                       | Zwijnaarde   | Joachim Schayckstraat 5                           | 51° 0' 2" NB, 3° 43' 2" OL    | 26993   | Boerenwoning                             |
| Kasteel van Zwijnaarde                   | Monument       |                       | Zwijnaarde   | Joachim Schayckstraat 4-6                         | 51° 0' 2" NB, 3° 43' 16" OL   | 26994   | Kasteel van Zwijnaarde                   |
| Stal                                     |                |                       | Zwijnaarde   | Krekelstraat 9                                    | 50° 59' 51" NB, 3° 42' 10" OL | 26996   | Stal                                     |
| Hoeve met losse bestanddelen             |                |                       | Zwijnaarde   | Krekelstraat 17                                   | 50° 59' 42" NB, 3° 41' 52" OL | 26997   | Hoeve met losse bestanddelen             |
| Boerenwoning                             |                |                       | Zwijnaarde   | Krekelstraat 22                                   | 50° 59' 49" NB, 3° 41' 53" OL | 26998   | Boerenwoning                             |
| Burgerhuis De Torre                      |                |                       | Zwijnaarde   | Nieuwescheldestraat 1-3                           | 51° 0' 9" NB, 3° 43' 19" OL   | 27000   | Burgerhuis De Torre                      |
| Twee dorpswoningen                       |                |                       | Zwijnaarde   | Remi Vlerickstraat 53-55                          | 50° 59' 59" NB, 3° 42' 48" OL | 27001   | Twee dorpswoningen                       |
| Kasteeldomein Rijvissche                 | Monument       |                       | Zwijnaarde   | Rijvisschestraat 3-9                              | 51° 0' 46" NB, 3° 41' 28" OL  | 27002   | Kasteeldomein Rijvissche                 |
| Villa La Closerie                        | landschap      |                       | Zwijnaarde   | Rijvisschestraat 50                               | 51° 0' 47" NB, 3° 41' 44" OL  | 27003   | Villa La Closerie                        |
| Villa in Engelse cottagestijl            |                |                       | Zwijnaarde   | Tweebekenstraat 1                                 | 51° 1' 0" NB, 3° 42' 25" OL   | 27004   | Villa in Engelse cottagestijl            |
| Landhuis                                 |                |                       | Zwijnaarde   | Zandvoordestraat 1                                | 50° 59' 60" NB, 3° 42' 60" OL | 27005   | Landhuis                                 |
| Café In Rome                             |                |                       | Zwijnaarde   | Zandvoordestraat 112                              | 50° 59' 50" NB, 3° 42' 40" OL | 27006   | Café In Rome                             |
| Boerenwoning                             | niet bewaard   |                       | Zwijnaarde   | Zandvoordestraat 114                              | 50° 59' 49" NB, 3° 42' 40" OL | 27007   | Boerenwoning                             |
| Woning De Deken met privé-kunstgalerij   |                |                       | Zwijnaarde   | Rijvisschepark 1                                  |                               | 217108  | Woning De Deken met privé-kunstgalerij   |

Gent sensu stricto, alfabetisch op straatnaam: A · B · Bu · C · D · E · F · G · H · I · J · K · Ka · Ko · L · M · N · O · P · Q · R · S · Sint · T · UV · W · XYZ

Overige deelgemeenten: Afsnee · Drongen · Desteldonk · Gentbrugge · Ledeberg · Mariakerke · Mendonk · Oostakker · Sint-Amandsberg · Sint-Denijs-Westrem · Sint-Kruis-Winkel · Wondelgem · Zwijnaarde

Lijst van onroerend erfgoed in Oost-Vlaanderen